# Monocab

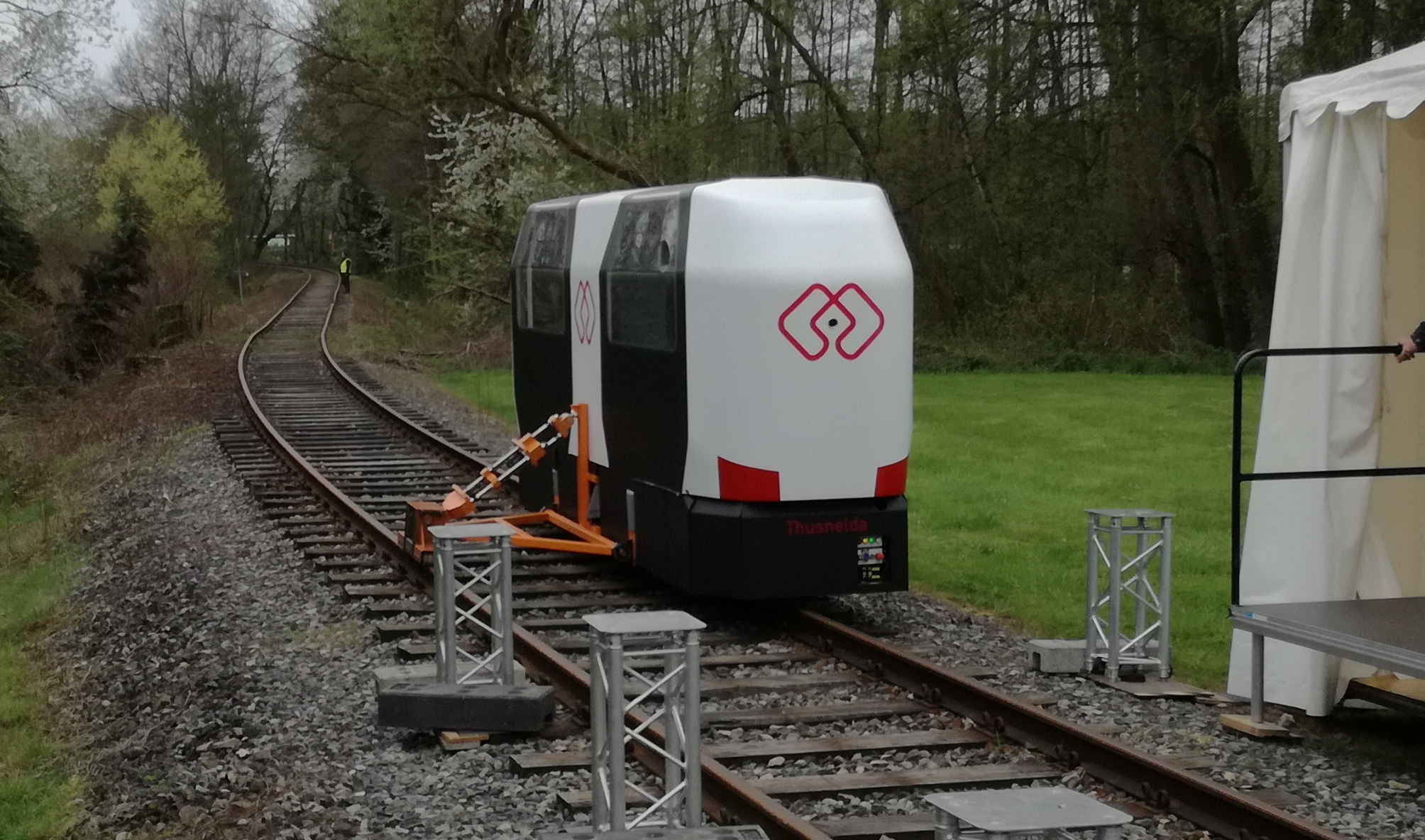
Das Monocab „Thusnelda“ während einer Demonstrationsfahrt in Bösingfeld (April 2023)

Monocab (Eigenschreibweise MONOCAB, von altgriechisch μόνος monos, deutsch ‚allein, einzeln‘, und englisch cab ‚Taxi‘) ist ein Projekt zur Schaffung einer elektrisch motorisierten, selbstfahrenden Einschienenbahn, die auf konventionellen Eisenbahnschienen fährt.
Die durch Gyroskope stabilisierte Maschine wird seit 2020 entwickelt. Die ursprüngliche Idee stammt vom Verein Landeseisenbahn Lippe.
Ein Monocab-Demonstrator absolvierte im Oktober 2022 eine erste Testfahrt mit Gästen. Ein regelmäßiger Testbetrieb ist für 2028 vorgesehen.

## Forschungsprojekt
Die Technische Hochschule Ostwestfalen-Lippe in Lemgo ist Trägerin des Monocab-Forschungsprojekts. Thomas Schulte, Dekan im Fachbereich Elektrotechnik und Technische Informatik der TH, ist der Projektleiter. Weitere Forschungspartner sind die Hochschule Bielefeld und das Fraunhofer IOSB-INA.
Das Projekt begann seine Arbeit offiziell im September 2020 mit dem Erhalt des Förderbescheids und der Erstellung eines Systemkonzepts.
Diesem steht ein Budget von 3.996.080 Euro zur Verfügung. Davon stammen 1.598.432 Euro vom Land Nordrhein-Westfalen sowie 1.998.040 Euro vom Europäischen Fonds für regionale Entwicklung (EFRE).
Zu den Unterstützern gehören u. a. der Kreis Lippe, die VBE, die Deutsche Bahn, die OstWestfalenLippe Gesellschaft zur Förderung der Region, Lippe mobil, NWL, der VVOWL sowie verschiedene Unternehmen.

### Hintergrund
Die Idee für das Monocab stammt von Thorsten Försterling vom Verein Landeseisenbahn Lippe (LEL). Als Teil der Verkehrswende sollen vorhandene Schienensysteme zur Individualisierung des Verkehrsangebots auf dem Lande genutzt werden.
Das Konzept basiert teilweise auf historischen Vorbildern – der 1907 getesteten Einschienenbahn nach Louis Brennan, der 1909 vom Verleger August Scherl ausgearbeiteten Denkschrift über ein Schienensystem auf Basis solcher Züge oder dem „Monocar“ des russischen Adligen und Juristen Pjotr Schilowski von 1913.
Monocab OWL gehört zur UrbanLand-Strategie der REGIONALEN 2022: Bei dieser hatte der LEL schon 2018 das Monocab unter dem Titel „Blue Sky“ als Teil des Projektportfolios Smart Railway OWL vorgestellt. Dieses sollte neue vernetzte, autonome Mobilitätsangebote für den Schienen- und Straßenverkehr entwickeln. Hierzu gehörte auch „AutoBAHN“ von der Technischen Hochschule OWL: Es beschäftigte sich mit dem autonomen Schienenverkehr. Die Projekte wurden später kombiniert.

### Simulationen und Testphase
Die Ergebnisse der Forschungsreihen sind mithilfe verschiedener Computersimulationen (darunter HIL-Simulationen) getestet und im Vorfeld der Praxistests auf mögliche Probleme, aber auch zur genaueren Abmessung der Bau- und Funktionselemente hin mathematisch überprüft worden. Gearbeitet wurde sowohl mit basalen analytischen Modellen (Modellierung des Gesamtsystems nach dem Lagrangeschen Formalismus zur Berechnung der kinetischen und potenziellen Energien) wie auch numerischen Mehrkörpermodellen (zur Simulation der Kinematik).
Eine Halle in Dörentrup-Humfeld stand den Wissenschaftlern für die Montage und Konstruktion der Fahrzeugkomponenten zur Verfügung. Im BegaPark konnte für erste Versuche ein 30 Meter langes Testgleis genutzt werden.
Als Teststrecke wurde ein zwei Kilometer langer stillgelegter Streckenabschnitt der Extertalbahn zwischen Bösingfeld und Rinteln ausgewählt.

## Technik
Beim Monocab handelt es sich um eine Einschienenbahn, die mithilfe eines von Sensoren unterstützten und von mehreren Elektromotoren angetriebenen zweifachen Kreiselsystems und den hierdurch erzielten Effekt der Drehimpulserhaltung eine aktive Lageregelung erzielt. Spätere Zielsetzung ist, dass es als autonomes Fahrzeug auf herkömmlichen Schienen im Begegnungsverkehr eingesetzt werden kann. Es soll im on-demand Betrieb oder im ständigen Ablauf (nach dem Paternoster-Prinzip) aneinander vorbeifahren.
Das Fahrzeug misst 1,20 Meter Breite sowie 5,25 Meter Länge. Die Kabine ist aufgrund ihrer Beschaffenheit und Breite von über einem Meter als Einschienenbahn asymmetrisch auf der Längsachse ausgerichtet. Sie soll vier bis sechs Personen Platz bieten und wird nach inklusiven Grundsätzen gestaltet, um bspw. auch den Anforderungen von Rollstuhl- und Fahrradfahrern gerecht zu werden. Die Türen sind 1,50 m breit, wobei ihr unterer Teil den Bahnsteig herunterklappt und hierdurch zugleich als Rampe für Rollstühle fungiert.
Beim Designkonzept wurde auf den Einsatz recycelbarer und aus nachwachsenden Ressourcen gewonnener Materialien geachtet. So soll die Außenhülle der Kabine aus NFK-Naturfaserverbundstoffen (Flachsfasern kombiniert mit Naturharzen sowie Kork als Dämpfer und Stabilisator) bestehen. Für die Innenarchitektur wird auf Kork, Holz, Cellulose, Naturtextilien und recycelte Kunststoffe zurückgegriffen. Flexible Sitzgelegenheiten und Funktionselemente sollen aus Formsperrholz, die Innenverkleidungen aus einem CNC-bearbeiteten Echtholzfurnierkomposit gestaltet werden.
Das Monocab kann eine Geschwindigkeit von bis zu 70 km/h erreichen.

### Stabilisierungssystem
Für das Monocab wurde ein Stabilisierungssystem entwickelt, das aus drei Teilen besteht: Primär gleichen zwei elektronisch angetriebene Kreisel dynamische Störungen aus, denen als sekundäres Stabilisierungselement ein etwa 600 kg schweres, hauptsächlich aus Blei bestehendes Gewicht als Verschiebemasse beigefügt ist, mit dessen Hilfe stationäre Störungen kompensiert werden können. Der Drehimpuls der Gyroskope kann im Extremfall längere Zeit erhalten bleiben, um das Umstürzen zu verhindern, sollte ein totaler Versorgungsausfall auftreten. Als zuletzt greifende Notfallmaßnahme dient ein tertiäres, optionales Stabilisierungssystem: vier elektrische Stützen. Diese können ansonsten zum Parken des Fahrzeugs ausgefahren werden.
Die Kreisel wiegen jeweils ca. 250 kg und rotieren mit einer Geschwindigkeit von 4800 Umdrehungen pro Minute.
Beim Zusammenspiel zwischen Stabilisierung, Fahrwerk und Kabinenaufbau sei der Faktor Gewicht und der damit verbundene statische Ausgleich des Fahrzeugschwerpunkts laut den Entwicklern ein Kernproblem gewesen. Aus dem asymmetrischen Gesamtdesign resultierte so die Notwendigkeit alle schweren Komponenten auf die schmale Gleisinnenseite zu platzieren.
Bei der Stabilisierungstechnik ist ein Sensorsystem eingerichtet worden, bei dem u. a. IMU-Sensoren (zur Drehraten- und Beschleunigungsbestimmung) Informationen an redundant ausgeführte Steuergeräte übermitteln. Der Einbau zweier solcher Apparaturen (zusammen mit einer ebenfalls redundanten Sensorik) zur Steuerung der Maschine soll mehr Sicherheit beim autonomen Fahren bieten: Da beide dieselben Funktionen und Aufgaben (Steuerung der Aktoren, Überwachung der Regelungs- und Steuerungstechnik, Auswertung der Sensoren) wahrnehmen, kann das Monocab auch nach dem Ausfall eines der Geräte oder der Sensoren ungehindert weiterfahren.

### Digitale Ausstattung
Für die digitale Ausstattung des Monocab verantwortlich zeichnet die gemeinsame Arbeit des Fraunhofer IOSB-INA, der biqx GmbH, der DB-Systemtechnik GmbH, der TH OWL, der T-Systems International GmbH sowie der Wireless.Consulting GmbH im Kontext des Projekts „5G SIMONE“  (steht für: „sicher.mobil.vernetzt.“ mit 5G). Die aus diesem eigenständigen Nebenprojekt gewonnenen Ergebnisse fließen bei der Kommunikationsinfrastruktur der Maschine mit ein und gewährleisten das autonome Fahren (vor allem beim sogenannten Platooning).
Das Monocab soll in Zukunft mit einem eigenen Nutzerinterface ausgestattet werden, das nach einem einfachen „Zwei-Sinne-Prinzip“ ein individualisiertes Fahrerlebnis für Gäste ermöglicht. Auf diese Weise können nicht nur u. a. Licht und Akustik verändert, sondern das Fahrzeug kann auch an bestimmte Bedürfnisse (wie bspw. die Mitnahme eines Fahrrads) angepasst werden.

### Einsatzmöglichkeiten
Die technischen Merkmale des Monocab sollen einen Einsatz dieser Triebzüge in Bereichen ermöglichen, wo die Neuschaffung einer Infrastruktur für traditionelle Züge schwierig wäre. Da sie auf herkömmlichen Bahnschienen in entgegengesetzter Richtung aneinander vorbeifahren können, ist gegenwärtig ein Einsatz auf stillgelegten oder wenig genutzten Strecken in ländlichen Regionen, gegebenenfalls später im urbanen Bereich vorgesehen. Im Kontext des gesamtdeutschen Verkehrs stellen sie so eine Ergänzung zu den herkömmlichen Formen des Personentransports dar.
Zwischen dem privaten und öffentlichen Nahverkehr (ÖPNV) verortet, wird das Monocab als „individueller Nahverkehr“ beschrieben: Anders als beim ÖPNV müssen sich die Fahrgäste nicht nach einem festen Fahrplan richten, sondern sollen einzelne Monocabs „on demand“ bestellen können.

## Prototypen

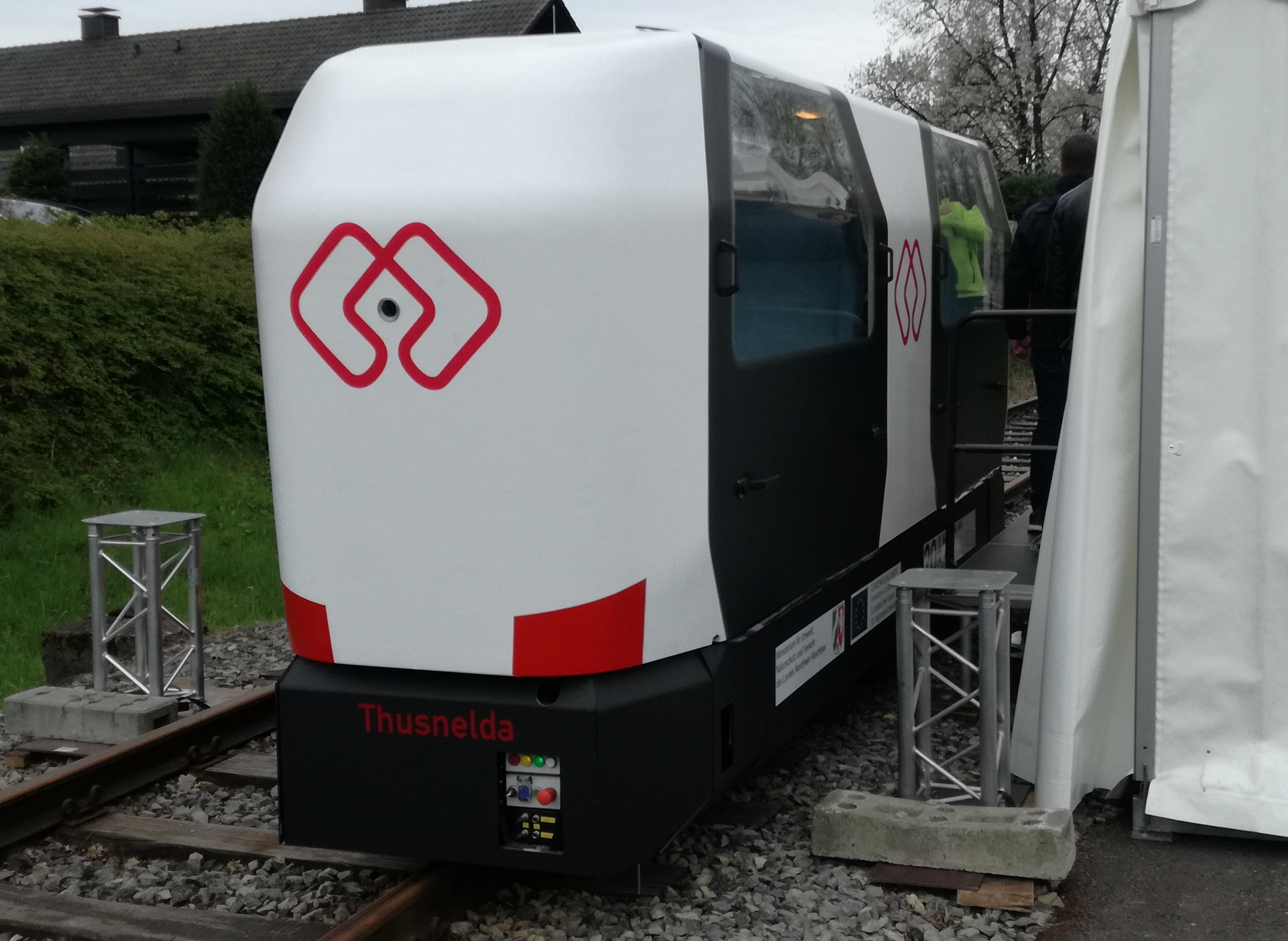
Der Prototyp des Monocab „Thusnelda“ auf der Extertalbahn

Am 3. Oktober 2022 konnte der erste Demonstrator des Monocab mit dem Namen „Thusnelda“ einer breiten Öffentlichkeit präsentiert werden. Dieser transportierte mehrere Personen über die vorbereitete Teststrecke in Bösingfeld.
Der Veranstaltungsort war das „Testfeld 01“ mit dem Startpunkt auf dem Gelände der Firma Holz Bröker. Dort hatte man ebenso das Design-Mockup ausgestellt, das die Arbeit u. a. von der Detmolder Schule für Architektur und Innenarchitektur und somit das künftige Aussehen der Kabinenfahrzeuge aufzeigen sollte.
Beide vorgeführten Modelle haben bereits einen Maßstab 1:1 im Verhältnis zu den noch zu entwickelnden Serienmodellen. Das Design-Mockup präsentiert als Studie die auf Nachhaltigkeit setzenden Werkstoffe. „Thusnelda“ ist zwar mobil, verfügt allerdings noch nicht über sämtliche Komponenten und Funktionen (bspw. im Falle des Interieurs), die für die fertigen Kabinen vorgesehen sind.
Während der Testfahrten von „Thusnelda“ ist eine Fangvorrichtung am Fahrzeug angebracht, die oberhalb der parallel verlaufenden Schiene nebenher gleitet, um im Bedarfsfall die Kabine auffangen zu können. Dies sei laut den Entwicklern eine Sicherheitsmaßnahme im Kontext von Vorführungen.
Eine zweite öffentliche Demonstrationsfahrt fand am 28. April 2023 im Rahmen eines zweitägigen Symposiums statt.
Ein zweiter Prototyp wurde auf den Namen „Hermann“ getauft.

## Reaktionen
Seit der Auszeichnung der Monocab-Idee mit dem Deutschen Mobilitätspreis 2018 haben verschiedene Medien (darunter der Focus) über das Forschungsprojekt berichtet.
2019 hatte das Automobil-Magazin „auto motor und sport“ das Potenzial des Monocab für die Verkehrsentwicklung im ländlichen Raum und für den Ausbau des Nahverkehrssystems hervorgehoben. Man konstatierte allerdings, dass es für die Umsetzung eines solchen Unterfangens wohl zunächst an finanziellen Mitteln, Machbarkeitsstudien und Kostenrechnungen mangeln würde.
Im selben Jahr verglich „Deutschlandfunk Nova“ das Monocab mit dem Forschungsprojekt RailCab der Universität Paderborn, das vorsah, Kleinzüge nach Bedarf auf bestehenden Zugstrecken für den individuellen Nahverkehr einzusetzen. Monocab wurde hier als besser umzusetzen bewertet, da dieses nicht mit dem regulären Zugverkehr konkurriere und man hierfür einen Teil der 6500 Kilometer an stillgelegten Gleisen in Deutschland in Zukunft reaktivieren könne.
Nach der Fahrt des Demonstrators „Thusnelda“ im Oktober 2022 urteilte der WDR in seinem Bericht, dass das Monocab zwar begeistere, es aber ebenso abzusehen sei, dass die Maschine noch viele Jahre Entwicklungszeit bis zu einer potenziellen Marktreife benötigen werde. Ähnlich fiel die Beurteilung des RTL aus, wobei man die Möglichkeit herausstellte, altbekannte Probleme des Bahnverkehrs (Anbindung an ländliche Regionen, Verfügbarkeit u. a.) durch den Einsatz von Monocabs in ferner Zukunft lösen zu können.

## Zukunft
Aufgrund der Entwicklungsgeschwindigkeit des Projekts und der erfolgten Feldtests mit dem Demonstrator „Thusnelda“ zielen die Beteiligten auf einen regelhaften Testbetrieb in Ostwestfalen-Lippe zum Jahr 2028 ab. Im Rahmen der Internationalen Gartenbauausstellung 2027 ist ein Einsatz auf dem Ausstellungsgelände in Dortmund angedacht.
In Kooperation mit dem RailCampus OWL in Minden soll die Forschung weiterhin in Lippe vorangetrieben werden und das System zur Serienreife gelangen. Zu weiteren Erprobung des Monocab und als Referenzstrecke entsteht auf dem Innovation Campus Lemgo eine Campusbahn. Thorsten Försterling, der die Idee zum Monocab hatte, gab anlässlich der Fahrt des Demonstrators im Oktober 2022 zu bedenken, dass immer noch offene Fragen zur Implementierung des Einschienenfahrzeugs in der vorhandenen Infrastruktur zu klären seien (z. B. die Gestaltung möglicher Bahnübergänge und Haltestellen). Im November 2023 hat der Bund bekanntgegeben, das Monocab-Projekt in den nachfolgenden drei Jahren mit sieben Millionen Euro zu unterstützen.